# Jaurakaisjärvi
Jaurakaisjärvi är en sjö i Finland. Den ligger i kommunen Pudasjärvi i landskapet Norra Österbotten, i den centrala delen av landet, 600 km norr om huvudstaden Helsingfors. Jaurakaisjärvi ligger 111,7 meter över havet. Den är 1,8 meter djup. Arean är 1,02 kvadratkilometer och strandlinjen är 7,47 kilometer lång. Sjön  ingår i Kiminge älvs huvudavrinningsområde. 